# Дурнова, Александра Александровна
Александра Александровна Дурнова (род. 4 января 1981) — российская самбистка и дзюдоистка, призёр чемпионатов России, чемпионка и призёр чемпионатов Европы по самбо, чемпионка и призёр чемпионатов Европы по дзюдо среди полицейских, призёр чемпионата мира по дзюдо среди полицейских, мастер спорта России международного класса.

## Спортивные результаты
- Чемпионат России по дзюдо 2004 года — ;
- Чемпионат России по дзюдо 2005 года — ;
- Чемпионат России по самбо среди женщин 2007 — ;
- Чемпионат России по самбо среди женщин 2014 — .